# Centre pénitentiaire de Villefranche-sur-Saône
Le centre pénitentiaire de Villefranche-sur-Saône est un centre pénitentiaire français situé dans la commune de Villefranche-sur-Saône, dans le département du Rhône et dans la région Auvergne-Rhône-Alpes.
L'établissement dépend du ressort de la direction interrégionale des services pénitentiaires de Lyon. Au niveau judiciaire, l'établissement relève du tribunal judiciaire de Villefranche-sur-Saône et de la cour d'appel de Lyon.
L'établissement est régulièrement signalé, notamment par le CGLPL,, et l'OIP-SF, pour son climat de « violence structurelle » et conditions de détention très dures voir de violences envers les détenus.

## Histoire
L'établissement est construit dans le cadre du « programme 13 000 » et est mis en service le 29 novembre 1990, en tant que maison d'arrêt.
À partir du 1er octobre 2008, l'établissement expérimente un nouveau quartier des arrivants, situé à l'écart des autres bâtiments et destiné à faciliter l'intégration des nouveaux détenus.
En 2021, l'établissement change de statut pour devenir un centre pénitentiaire,.

## Description
Situé rue Lavoisier à Villefranche-sur-Saône sur une superficie de 4 hectares, à proximité de l'autoroute A6, le centre pénitentiaire est l'un des quatre établissements pénitentiaires du département. Il est installé à proximité immédiate du centre-ville.
L'établissement a une capacité d'accueil de 638 places exclusivement pour des détenus majeurs hommes prévenus ou condamnés à des peines de moins d'un an. La zone de détention est composée de trois bâtiments et est répartie  entre un quartier « Maison d'arrêt Hommes » de 599 places et un quartier « Semi-liberté Hommes » de 39 places,.
Au 1er février 2022, l'établissement accueillait 631 détenus dont 611 détenus dans les quartiers « maison d'arrêt » (soit un taux d'occupation de 102%), 20 dans les quartiers « semi-liberté » (soit un taux d'occupation de 51.3%).
L'établissement est situé dans le ressort de la cour d'appel de Lyon et du tribunal judiciaire de Villefranche-sur-Saône.
C'est un établissement en « gestion mixte déléguée » qui connaît en outre un phénomène de surpopulation permanente.

## Actions de réinsertion
En 2020, les détenus les plus méritant peuvent désormais disposer de la clé de leur cellule, dans le cadre du module de respect mis en place par l'administration pénitentiaire dans cet établissement.
En 2021, dans le cadre de l'expérimentation intitulée « Sonate en cellule », des détenus sélectionnés bénéficient, dans leur cellule, d'un ordinateur destiné à leur permettre d'accéder seulement accès à l'interface de l'université afin de s'entraîner en vue de préparer des diplômes.

## Détenus notables
En février 2012, Ibon Goieaskoetxea Arronategui, considéré par la police française et espagnole comme le chef présumé de l’appareil militaire de l’ETA au moment de son arrestation en 2010, est incarcéré dans l'établissement en compagnie de deux autres détenus basques. Dès leur arrivée, les trois détenus engagent une mobilisation importante pour les droits des détenus en engageant un rapport de force avec l'administration par des pétitions ou des refus revenir en cellule.
Le 18 avril 2019, l'influenceur Bassem Braïki, condamné à dix-sept mois de prison, y est incarcéré. Il est libéré sept mois plus tard, le 3 décembre 2019[source insuffisante].

## Évasions ou tentatives d'évasion notables

### Juillet 2005: tentative d'évasion par hélicoptère
En juillet 2005, une tentative d'évasion par hélicoptère qui essayait sans doute à faire évader deux personnes, dont Pascal Payet, braqueur et spécialiste de l'évasion, est déjouée, sans faire de blessé,

### Octobre 2005: évasion de deux braqueurs
En octobre 2005, Dragan Mikic, soupçonné d'être le chef du gang des Pink Panthers, s'évade de l'établissement en compagnie de Pascal Gendry en escaladant le mur d'enceinte avec des échelles mises en place par deux complices qui les attendaient à l'extérieur, ces derniers tirant en outre sur le mirador avec des armes automatiques,. Pascal Gendry s'était déjà évadé en 2003 du centre pénitentiaire d'Aiton avant d'être repris l'année suivante.
Les deux détenus prennent la fuite dans une camionnette qui les attendait à l'extérieur, en dépit de l'intervention des forces de l'ordre qui tentent de les intercepter. Le commando blesse notamment un policier en s'enfuyant.
Pascal Gendry est repris en novembre 2005 à Lavaur lors d'un braquage qui n'aboutit pas,. Il se suicide le même mois alors qu'il est incarcéré à la maison d'arrêt de Seysses,.
En juin 2008, cinq complices serbes de Dragan Mikic comparaissent devant la justice pour avoir organisé l'évasion
Dragan Mikic est, quant à lui, toujours en fuite.

### Autres évasions ou tentatives d'évasions
En décembre 2016, un détenu profite d'un transfert à l'hôpital pour s’évader. Il est repris quatre jours après son évasion.

## Autres événements notables
Le 28 mars 2008, Jean-Jacques Bourdin présente son émission Bourdin & Co depuis la maison d'arrêt de Villefranche-sur-Saône. Le journaliste fera découvrir la vie de cette prison. C'est la première fois qu'une émission de radio se déroule dans un établissement pénitentiaire.
Le 18 décembre 2015, une avocate se présente à l'entrée de l'établissement afin de voir un détenu s’est vu contrainte de retirer son soutien-gorge après avoir fait sonner le portique de sécurité sous peine de ne pas pouvoir rentrer dans l'établissement. L'avocate saisit par la suite le ministre de la justice, estimant que cette incident relève de « a pure humiliation » et est « une atteinte à la dignité de la profession et de la personne », afin que ce type d'incident ne se reproduise plus.
En 2017, pour la première fois en France, un drone calciné, potentiellement utilisé pour transporter des objets illégaux à l'intérieur de l'établissement, est retrouvé dans la cour du centre pénitentiaire,.
En 2018, un détenu présentant des problèmes psychologique blesse un surveillant pénitentiaire avec une lame artisanale au moment de la distribution des repas,.
En janvier 2020, le personnels de la société Sodexo, qui assure les prestations de « gestion mixte déléguée » de l'établissement, se mettent en grève afin de dénoncer leurs conditions de travail. Ce mouvement touche également d'autres établissements gérés par la même société, tels que le centre de détention de Saint-Mihiel et le centre de détention de Villenauxe-la-Grande.
Le 13 février 2020, un détenu tente d'entrer dans l'établissement avec une bombe artisanale en état de fonctionnement alors qu'il était escorté par les policiers pour y être écroué,.
En janvier 2022, la compagne d'un détenu, décédé dans l'établissement, porte plainte contre le centre de détention en l'accusant de ne pas avoir donné assez rapidement à ce détenu son traitement médical.